# Харпхой
Харпхой (ингуш. Хьарпхой) — ингушский тайп, происходит из средневекового селения Харп Горной Ингушетии. Тайп включает в себя следующие фамилии (патрони́мии): Матиевы (Матенаькъан) и Амерхановы (Ӏамархананаькъан).

## История
В 2016 году в Доме культуры города Сунжа состоялся сход тейпа Харпхой, где обсуждались вопросы противодействия идеологии терроризма, обеспечения безопасности молодых представителей тейпа, а также облагораживания родового селения.